# 橫莊線
橫莊線（日语：／）是一條連接秋田縣橫手市橫手站至由利郡下鄉村（現時：由利本莊市）老方站之間，由羽後交通營運的鐵路線。在1971年（昭和46年）全線廢除。

## 路線資料
- 路線距離（營業距離）橫手 - 老方之間 38.2公里
- 軌距：1,067毫米
- 車站數目：14座（包含起終點站）
- 雙線區間：沒有（全線單線）
- 電氣化區間：沒有（全線非電氣化（日语：非電化））
- 閉塞方式：票券閉塞式

## 歷史
在大正時代有一個「陸羽橫斷鐵道構想」，當時計劃敷設鐵路線連接「釜石 - 橫手 - 本莊之間」。後來由於昭和恐慌、中國抗日戰爭、太平洋戰爭，以及水災等數次天災，最後沒有達成目的。
現時，連接由利本莊市羽後本莊至矢島之間的由利高原鐵道鳥海山麓線中，羽後本莊至前鄉之間原本是橫莊鐵道西線，在前鄉站計劃敷設鐵路連接橫莊線（東線）老方站。
當此線廢除後，於線上使用的內燃動力車輛均遷移至雄勝線繼續使用，使該線從原本電氣化鐵路變為非電氣化，而雄勝線最後也在2年後的1973年全線廢除。
- 1914年（大正3年）7月 - 申請在橫手至本莊之間敷設鐵路線許可。
- 1915年（大正4年）1月13日 - 批出鐵路敷設許可[1]
- 1916年（大正5年）
  - 10月24日 - 橫手鐵道株式會社成立。
  - 12月5日 -  公司名稱改為橫莊鐵道株式會社。
- 1918年（大正7年）8月18日 - 橫手至沼館之間（9.5英里 15.31公里）開通[2]。
- 1919年（大正8年）7月15日 - 沼館至館合之間（3.6公里）開通[3]。
- 1920年（大正9年）3月24日 - 館合至羽後大森之間（1.8公里）開通[4]。
- 1928年（昭和3年）
  - 3月19日 鐵路線上批准使用汽油引擎（橫手至羽後本莊之間）[5]。
  - 3月25日　開始使用汽油列車行走[6]。
  - 11月1日 - 羽後大森至二井山之間（5.4公里）開通[7]。
- 1930年（昭和5年）10月5日 - 二井山至老方之間（12.1公里）開通[8]。
- 1931年（昭和6年）8月21日 - 羽後大森至八澤木之間開設上溝站[9]。
- 1943年（昭和18年）10月16日 - 與雄勝鐵道合併。橫手至老方之間命名為橫莊線。
- 1944年（昭和19年）5月31日 - 公司名稱改為羽後鐵道。
- 1947年（昭和22年）7月23日 - 在颱風吹襲後，線內有39處位置被損 。
- 1949年（昭和24年）12月27日 - 批准暫停旅客運輸（二井山至老方之間）[10]。
- 1951年（昭和26年）4月18日 - 批准暫停貨物運輸（二井山至老方之間）[11]
- 1952年（昭和27年）2月15日 - 公司名稱改為羽後交通。
- 1953年（昭和28年）8月5日 - 二井山至老方之間（12.1公里）廢除獲得許可。
- 1957年（昭和32年）5月17日 - 機車庫發生火災，4輛機車被燒毀[12]。
- 1965年（昭和40年）
  - 7月9日 - 發生暴雨，使雄物川橋（館合至羽後大森之間）橋腳傾斜。
  - 10月21日 - 館合至二井山之間（7.2 km）暫停營業。
- 1966年（昭和41年）
  - 2月4日 - 由於河水泛濫，雄物川橋樑第9橋腳倒塌。
  - 6月15日 - 館合至二井山之間（7.2公里）被廢除。
- 1969年（昭和44年）1月16日 - 沼館至館合之間（3.6公里）被廢除。
- 1971年（昭和46年）7月20日 - 橫手至沼館之間（15.3公里）被廢除[13]。橫莊線全線廢除[13]。

## 車站列表
- 所在地取自廢除當時的市町村名稱。平鹿郡即是現時的橫手市，下鄉村即是現時的由利本莊市。

| 中文站名 | 日文站名 | 英文站名       | 站間營業距離 | 累計營業距離 | 接續路線、備註                 | 所在地        | 所在地        |
| -------- | -------- | -------------- | ------------ | ------------ | ------------------------------ | ------------- | ------------- |
| 橫手     |          | Yokote         | -            | 0.0          | 日本國有鐵道：奧羽本線、北上線 | 橫手市        | 橫手市        |
| 榮村     |          | Eimura         | 4.0          | 4.0          | 1921年4月1日廢除               | 平鹿郡        | 榮村          |
| 樋之口   |          | Hinokuchi      | 2.3          | 6.3          |                                | 平鹿郡        | 平鹿町        |
| 東淺舞   |          | Higashi-Asamai | 1.5          | 7.8          | 1962年6月5日啟用               | 平鹿郡        | 平鹿町        |
| 淺舞     |          | Asamai         | 1.4          | 9.2          |                                | 平鹿郡        | 平鹿町        |
| 豐前     |          | Buzen          | 2.5          | 11.7         |                                | 平鹿郡        | 平鹿町        |
| 羽後里見 |          | Ugo-Satomi     | 1.2          | 12.9         |                                | 平鹿郡        | 雄物川町      |
| 沼館     |          | Memadate       | 2.4          | 15.3         |                                | 平鹿郡        | 雄物川町      |
| 船沼     |          | Funanuma       | 1.7          | 17.0         |                                | 平鹿郡        | 雄物川町      |
| 館合     |          | Tateai         | 1.9          | 18.9         |                                | 平鹿郡        | 雄物川町      |
| 羽後大森 |          | Ugo-Ōmori      | 1.8          | 20.7         |                                | 平鹿郡        | 大森町        |
| 八澤木   |          | Yasawagi       | 2.3          | 23.0         |                                | 平鹿郡        | 大森町        |
| 二井山   |          | Niiyama        | 3.1          | 26.1         |                                | 平鹿郡        | 雄物川町      |
| 浮蓋     |          | Ukibuta        | 6.6          | 32.7         |                                | 由利郡 下鄉村 | 由利郡 下鄉村 |
| 老方     |          | Oikata         | 5.5          | 38.2         |                                | 由利郡 下鄉村 | 由利郡 下鄉村 |

## 運輸業績
| 年度 | 客運量（人） | 貨運量（公噸） |
| ---- | ------------ | -------------- |
| 1939 | 257,865      | 49,145         |
| 1941 | 395,159      | 59,141         |
| 1943 | 591,110      | 68,667         |
| 1945 | 677,914      | 51,247         |
| 1952 | 618,680      | 36,151         |
| 1958 | 713千        | 49,005         |
| 1963 | 992千        | 62,867         |
| 1966 | 847千        | 46,580         |
| 1970 | 243千        | 7,235          |

- 參考自各年度版《鐵道統計》、《國有鐵道陸運統計》、《地方鐵道軌道統計年報》、《私鐵統計年報》

## 替代交通
- 羽後交通巴士 橫手·本莊線：共有2個系統，分別為橫手至本莊之間和橫手至沼館之間，另外也有區間班次。路線比鐵路時代相異較大，行走區間較長。前者從橫手巴士總站（日语：横手バスターミナル）途經淺舞和老方，到達原本橫莊線的終點站本莊（本莊營業所）。在橫手至本莊之間還有直通班次「急行」[14]。但是，該巴士線部分區間不會與橫莊西線（即現時由利高原鐵道鳥海山麓線）重疊行走區間（巴士不途經前鄉）。

## 注腳
1. ↑  「軽便鉄道免許状下付」『官報』1915年1月15日（國立國會圖書館數碼化收藏）
2. ↑  「軽便鉄道運輸開始」『官報』1918年8月23日（國立國會圖書館數碼化收藏）
3. ↑  「軽便鉄道運輸開始」『官報』1919年7月21日（國立國會圖書館數碼化收藏）
4. ↑  「地方鉄道運輸開始」『官報』1920年3月27日（國立國會圖書館數碼化收藏）
5. ↑  『地方鉄道及軌道一覧 : 昭和10年4月1日現在』（國立國會圖書館數碼化收藏）
6. ↑  毎日新聞昭和3年4月24日秋田版
7. ↑  「地方鉄道運輸開始」『官報』1928年11月8日（國立國會圖書館數碼化收藏）
8. ↑  「地方鉄道運輸開始」『官報』1930年10月13日（國立國會圖書館數碼化收藏）
9. ↑  『鉄道停車場一覧. 昭和12年10月1日現在』（國立國會圖書館數碼化收藏）
10. ↑  「運輸省告示第348号」『官報』1949年12月27日（國立國會圖書館數碼化收藏）
11. ↑  「運輸省告示第76号」『官報』1951年4月18日（國立國會圖書館數碼化收藏）
12. ↑  昭和32年5月19日讀賣新聞秋田讀賣
13. 1 2  . 交通新聞 (交通協力会). 1971-07-11: 1 （日语）.
14. ↑  羽後交通時刻表「横手・本荘線」（日語）

## 外部連結
- 橫莊線 －追憶之汽笛－ （页面存档备份，存于）（日語） - 橫手市